# Новобогданове
Новобогда́нове —  село в Україні, у Барвінківській міській громаді Ізюмського району Харківської області. Населення становить 125 осіб. До 2020 орган місцевого самоврядування — Гаврилівська сільська рада.

## Географія
Село Новобогданове знаходиться за 1,5 км від села Котівка, за 5 км від залізничної станції Вітерець.

## Історія
12 червня 2020 року, відповідно до Розпорядження Кабінету Міністрів України  № 725-р «Про визначення адміністративних центрів та затвердження територій територіальних громад Харківської області», увійшло до складу Барвінківської міської територіальної громади.
19 липня 2020 року, в результаті адміністративно-територіальної реформи та ліквідації Барвінківського району, село увійшло до складу Ізюмського району.

## Економіка
- В селі є молочно-товарна ферма.
- Невеликий глиняний кар'єр.